# Хусаинов, Михаил Андреевич
Михаил Андреевич Хусаинов (1933, Кировград, Свердловская область — 31 января 2019, Великий Новгород) ― советский и российский изобретатель, профессор кафедр «Сопротивление материалов и теоретическая механика» и «Материаловедение» Новгородского Государственного Университета им. Ярослава Мудрого, главный редактор научного журнала «Вестник Новгородского государственного университета», был действительным членом Санкт-Петербургской академии по проблемам прочности. Изобретатель термозапорного клапана, термостата, термореле на основе материалов с памятью форм.

## Биография
Родился в 1933 году в городе Кировград.
В 1962 году окончил Уральский политехнический институт им. С. М. Кирова по специальности «Технология машиностроения». С 1962 по 1963 гг. работает в Нижнем Тагиле начальником цеха, затем преподавателем индустриального техникума в Алма-Ате. В 1966 поступил в аспирантуру Казахского государственного университета. Здесь познакомился со своим будущим научным руководителем, Героем Социалистического Труда, доктором наук Юрием Николаевичем Головановым.
В 1967 году переехал в Москву и перевелся в аспирантуру Института физической химии АН СССР. В 1970 году защитил кандидатскую диссертацию. Работал в Череповецком и Вологодском политехнических институтах.
С 1984 года профессор НовГУ им. Ярослава Мудрого. На его счету 18 авторских изобретений и более 300 научных трудов.

## Награды и звания
- Заслуженный работник высшей школы Российской Федерации

## Научные труды
- Хусаинов, Михаил Андреевич — Термопрочность тугоплавких материалов, полученных газофазным осаждением
- Хусаинов, Михаил Андреевич — Производство и обработка конструкционных материалов : Учеб. пособие